# Ermelino Matarazzo (distrito de São Paulo)
Ermelino Matarazzo es un distrito ubicado en la zona este de la ciudad de Sao Paulo, Brasil. Administrativamente pertenece a la subprefectura homónima. Fue nombrado en honor del empresario Ermelino Matarazzo.

## Distritos limítrofes
- Municipio de Guarulhos (norte).
- Vila Jacuí (este)
- Ponte Rasa (sur).
- Cangaíba (oeste).